# Κ-カラギナーゼ
κ-カラギナーゼ (Kappa-carrageenase, EC 3.2.1.83) は、系統名をκ-カラギーナン 4-β-D-グリカノヒドロラーゼ (kappa-carrageenan 4-beta-D-glycanohydrolase (configuration-retaining)) であるという酵素である。Kappa-carrageenan 4-beta-D-glycanohydrolaseと呼ばれることもある。以下の化学反応を触媒する。
κ-カラギーナンのD-ガラクトース-4-硫酸と3.6-アンヒドロ-D-ガラクトースの間の(1->4)-β-D-結合をエンド型で加水分解する。
加水分解の主生成物は、ネオカラビオース硫酸とネオカラテトラオース硫酸である。